# 福井県道228号福井停車場勝見線
福井県道228号福井停車場勝見線（ふくいけんどう228ごう ふくいていしゃじょうかつみせん）は福井県福井市内に終始する駅と主要地方道、一般県道を結ぶ一般県道である。

## 路線概要
起点から右折するまでの区間は東大通りと呼ばれる福井市街でも近年、目覚しく発展している路線である。福井駅東口は西口と比較して利用者は多くないが、それでも県庁所在地の交通の拠点として非常に重要であり、またその駅から城の橋通りを結ぶこの路線はそれに伴い非常な重責を担う路線として機能している。

### 路線データ
- 起点：福井県福井市日之出
- 終点：同市御幸

## 道路状況
全線片側2車線の整備された快走路である。起点附近で駅東口周辺の再開発が持ち上がっており、あちらこちらで工事をしているが通行の阻害になることは無い。駅西口ら伸びる福井県道11号福井停車場線ほど交通量も多くなく、駐車場も完備されているので市民ではあえてこちらの路線を利用し駅に至る人も見られる。また沿線にあるAOSSAへの国道8号からのアクセスも担っており、こちらの混雑がまま見られることもあるがほとんど渋滞が起きることは無い路線である。

## 別名
- 東大通り（福井市）[注釈 1]

## 接続道路
- 木田橋通り（福井市日之出一丁目・福井駅東口交差点、起点）
- 福井県道5号福井加賀線＜城の橋通り＞（福井市勝見三丁目・勝見交差点、終点）
- 福井県道242号勝見稲津線（福井市勝見三丁目・勝見交差点、終点）

直接接続ではないが、起点からみて本路線曲折部を直進（東）方向の市道＜東大通り＞を約350 mで福井県道179号淵上志比口線と接続している。

## 沿線
- 北陸新幹線、ハピラインふくい線 福井駅
- えちぜん鉄道勝山永平寺線・三国芦原線 福井駅
- AOSSA
- 福井市旭小学校